# 卡琳·恩克
卡琳·恩克（德語：Karin Enke，1961年6月20日—），德国前女子速度滑冰运动员。她曾代表东德获得在冬季奥运会速度滑冰比赛中获得3枚金牌。4枚银牌和1枚铜牌。